# Pinus praetermissa
Espèce
Statut de conservation UICN

 NT  : Quasi menacé
Pinus praetermissa est une espèce de conifères de la famille des Pinaceae.